# 溴丙酮
溴丙酮是一种有机化合物，分子式为CH3COCH2Br。

## 制备
由溴和丙酮在催化量的酸下反应生成。

## 用途及历史
此物质最早在19世纪被N. Sokolowsky发现。
它在第一次世界大战中被用作一种刺激剂，英国代号BA，德国代号B物质（B-stoff）或者白十字毒剂。由于它的毒性，现已不作为控暴剂使用。